# Sun Devils d'Arizona State (football américain)
Pour le club omnisports, voir Sun Devils d'Arizona State.
Stade
Maillots
Saison en cours
Le programme de football américain des Sun Devils d'Arizona State représente au sein de la NCAA Division I Football Bowl Subdivision (FBS), l'université d'État de l'Arizona située à Tempe dans l'État de l'Arizona aux États-Unis.

## Descriptif en début de saison 2025
- Couleurs :   (or et bordeaux)[2]

- Dirigeants :
  - Directeur sportif : Graham Rossini (en)
  - Entraîneur principal : Kenny Dillingham (en), 3e saison, bilan : 14 - 12 (53,8 %)[3]

- Stade
  - Nom :  Mountain America Stadium
  - Capacité : 53 599
  - Surface de jeu : pelouse naturelle (Chiendent pied-de-poule)
  - Lieu : Tempe, Arizona

- Conférence[1] :
  - Actuelle : Big 12 Conference (depuis 2024)
  - Ancienne : 
    - Indépendants (1897–1930)
    - Border Conference (en) (1931–1961)
    - Western Athletic Conference (1962–1977)
    - Pacific-12 Conference (1978–2023)

- Internet :
  - Nom site Web : TheSunDevils.com
  - URL : https://thesundevils.com/sports/football

- Bilan des matchs[1] :
  - Victoires : 643 (60 %)
  - Défaites : 425
  - Nuls : 24

- Bilan des Bowls[1] :
  - Victoires : 15 (47 %)
  - Défaites : 17
  - Nul : 1

- College Football Playoff : 1 (2024[4])
  - Bilan : 0-1

- Titres :
  - Titres nationaux : 0
  - Titres de conférence[1] : 18 (1931, 1939, 1940, 1952, 1957, 1959, 1961, 1969, 1970, 1971, 1972, 1973, 1975, 1977, 1986, 1996, 2007, 2024)
  - Titres de la division South de la Pac-12 : 1 (2013)

- Joueurs :
  - Vainqueurs du Trophée Heisman : 0
  - Sélectionnés All-American : 16[5]

- Hymne : Maroon & Gold (en)
- Mascotte : Sparky (en)
- Fanfare : Arizona State University Sun Devil Marching Band (en)

- Rivalités :
  - Wildcats de l'Arizona (lien vers la page wiki.en  de la rivalité (en)
  - Utes de l'Utah

## Histoire
Les Sun Devils ont joué en Border Conference (en) entre 1931 et 1961, avant de rejoindre la Western Athletic Conference. Dirigés par l'entraîneur principal Frank Kush (en), ils enregistrent un bilan de 64 victoires pour 9 défaites entre 1970 et 1975, avec en apothéose la victoire surprise 17 à 14 contre les Cornhuskers du Nebraska à l'occasion du Fiesta Bowl 1975.
Après la saison 2006, Dirk Koetter est viré après six saisons et le 6 décembre 2006 le directeur technique Lisa Love engage Dennis Erickson en tant que nouvel entraîneur principal des Sun Devils. Erickson remporte 10 victoires dès sa première saison partageant le titre de la Pacific-10 avec les Trojans de l'USC et remportant l'Holiday Bowl face aux Longhorns du Texas. Erickson est viré le 28 novembre 2011 après cinq saisons. 
Il est remplacé par Todd Graham le 14 décembre 2011. Lisa Love est renvoyée de ses postes de vice président et de directeur technique le 28 mars 2012 et est immédiatement remplacée par Steve Patterson. Le directeur technique d'Arizona State de 2014 à 2023 sera Ray Anderson qui choisit l'ancien joueur NFL Hem Edwards (en) pour remplacer l'entraîneur principal Graham en 2018. A domicile en 2018, les Sun Devils gagnent 5 victoires pour 1 défaite dont les victoires surprises face au Top-15 des Spartans de Michigan State et les Utes de Utah. Néanmoins après de mauvaises performances, Edwards est limogé après trois matchs de la saison 2022. Il est remplacé par Kenny Dillingham le 26 novembre 2022. Anderson cesse ses fonctions de directeur technique le 13 novembre 2023 et est remplacé par Graham Rossini.
Les Sun Devils les plus connus sont Terrell Suggs, Jim Jeffcoat, Mike Pagel (en), Jake Plummer, Todd Heap, J.R. Redmond (en), Danny White (en), Randall McDaniel, David Fulcher (en), Darren Woodson, Pat Tillman, Eric Allen (en), Zach Miller, Shaun McDonald (en), John Jefferson (en), Paul Justin, Jimmy Verdon (en), Mike Haynes, Al Harris, Vontaze Burfict, Ryan Torain (en), Brock Osweiler, Jaelen Strong (en), Curley Culp (en) et N'Keal Harry.

## Palmarès

### Titre national
Arizona State n'a jamais remporté de titre de la NCAA.
Néanmoins, deux titres au terme des saisons 1970 et 1975, ont été décerné au programme par les agences de notation mineures, titres que l'université n'a pas reconnu :
| Saison | Conf. | Entraîneur | Agences de cotation                                | Bilan  | Bilan | Bowl             | Résultat   | Adversaire     | Classement final | Classement final |
| ------ | ----- | ---------- | -------------------------------------------------- | ------ | ----- | ---------------- | ---------- | -------------- | ---------------- | ---------------- |
| Saison | Conf. | Entraîneur | Agences de cotation                                | Global | Conf. | Bowl             | Résultat   | Adversaire     | AP               | Coaches          |
| 1970   | WAC   | Frank Kush | Poling System[6]                                   | 11–0   | 7–0   | Peach Bowl 1970  | G, 48 - 26 | North Carolina | no 6             | no 8             |
| 1975   | WAC   | Frank Kush | Sporting News/ National Championship Foundation[7] | 12–0   | 8–0   | Fiesta Bowl 1975 | G, 17 - 14 | Nebraska       | no 2             | no 2             |

### Titres de conférence
Arizona State a remporté 18 titres de conférence dont trois à égalité (†) :
| Saison | Conférence            | Entraîneur                  | Bilan global | Bilan de conférence |
| ------ | --------------------- | --------------------------- | ------------ | ------------------- |
| 1931   | Ted Shipkey (en)      | Border Conference (en)      | 6–2          | 3–1                 |
| 1939   | Dixie Howell (en)     | Border Conference (en)      | 8–2–1        | 4–0                 |
| 1940   | Dixie Howell (en)     | Border Conference (en)      | 7–2–2        | 3–0–1               |
| 1952   | Clyde B. Smith (en)   | Border Conference (en)      | 6–3          | 4–0                 |
| 1957   | Dan Devine            | Border Conference (en)      | 10–0         | 4–0                 |
| 1959   | Frank Kush (en)       | Border Conference (en)      | 10–1         | 5–0                 |
| 1961   | Frank Kush (en)       | Border Conference (en)      | 7–3          | 3–0                 |
| 1969   | Frank Kush (en)       | Western Athletic Conference | 8–2          | 6–1                 |
| 1970   | Frank Kush (en)       | Western Athletic Conference | 11–0         | 7–0                 |
| 1971   | Frank Kush (en)       | Western Athletic Conference | 11–1         | 7–0                 |
| 1972   | Frank Kush (en)       | Western Athletic Conference | 10–2         | 5–1                 |
| 1973†  | Frank Kush (en)       | Western Athletic Conference | 11–1         | 6–1                 |
| 1975   | Frank Kush (en)       | Western Athletic Conference | 12–0         | 7–0                 |
| 1977†  | Frank Kush (en)       | Western Athletic Conference | 9–3          | 6–1                 |
| 1986   | John Cooper (en)      | Pacific-10 Conference       | 10–1–1       | 5–1–1               |
| 1996   | Bruce Snyder (en)     | Pacific-10 Conference       | 11–1         | 8–0                 |
| 2007†  | Dennis Erickson (en)  | Pacific-10 Conference       | 10–3         | 7–2                 |
| 2024   | Kenny Dillingham (en) | Big 12 Conference           | 11–3         | 7–2                 |

### Titres de division
Arizona State a remporté un titre de division.
| Saison | Conférence            | Division | Entraîneur       | Finale de conférence | Finale de conférence |
| ------ | --------------------- | -------- | ---------------- | -------------------- | -------------------- |
| Saison | Conférence            | Division | Entraîneur       | Adversaire           | Résultat             |
| 2013   | Pacific-12 Conference | South    | Todd Graham (en) | Cardinal de Stanford | P, 14–38             |

## Bowls
Arizona State a participé à 33 bowls universitaires, en a remporté 15 pour 17 défaites et 1 nul :
| Saison | Date              | Entraîneur       | Bowl                               | Adversaire                                      | Résultat   |
| ------ | ----------------- | ---------------- | ---------------------------------- | ----------------------------------------------- | ---------- |
| 1939   | 1er janvier 1940  | Dixie Howell     | Sun Bowl                           | Cardinals de Catholic (en)                      | N, 0–0     |
| 1940   | 2 janvier 1941    | Dixie Howell     | Sun Bowl                           | Spartans de Case Western Reserve                | P, 13–26   |
| 1949   | 2 janvier 1950    | Ed Doherty       | Salad Bowl                         | Musketeers de Xavier                            | P, 21–33   |
| 1950   | 1er janvier 1951  | Ed Doherty       | Salad Bowl                         | Redhawks de Miami                               | P, 21–34   |
| 1970   | 30 décembre 1970  | Frank Kush       | Peach Bowl                         | Tar Heels de la Caroline du Nord                | G, 48–26   |
| 1971   | 27 décembre 1971  | Frank Kush       | Fiesta Bowl                        | Seminoles de Florida State                      | G, 45–38   |
| 1972   | 23 décembre 1972  | Frank Kush       | Fiesta Bowl                        | Tigers du Missouri                              | G, 49–35   |
| 1973   | 21 décembre 1973  | Frank Kush       | Fiesta Bowl                        | Panthers de Pittsburgh                          | G, 28–7    |
| 1975   | 26 décembre 1975  | Frank Kush       | Fiesta Bowl                        | Cornhuskers du Nebraska                         | G, 17–14   |
| 1977   | 25 décembre 1977  | Frank Kush       | Fiesta Bowl                        | Nittany Lions de Penn State                     | P, 30–42   |
| 1978   | 16 décembre 1978  | Frank Kush       | Garden State Bowl                  | Scarlet Knights de Rutgers                      | G, 34–18   |
| 1983   | 1er janvier 1983  | Darryl Rogers    | Fiesta Bowl                        | Sooners de l'Oklahoma                           | G, 32–21   |
| 1985   | 22 décembre 1985  | John Cooper      | Holiday Bowl                       | Razorbacks de l'Arkansas                        | P, 17–18   |
| 1986   | 1er janvier 1987  | John Cooper      | Rose Bowl                          | Wolverines du Michigan                          | G, 22–15   |
| 1987   | 30 décembre 1987  | John Cooper      | Freedom Bowl                       | Falcons de l'Air Force                          | G, 33–28   |
| 1996   | 1er janvier 1997  | Bruce Snyder     | Rose Bowl                          | Buckeyes d'Ohio State                           | P, 17–20   |
| 1997   | 31 décembre 1997  | Bruce Snyder     | Sun Bowl                           | Hawkeyes de l'Iowa                              | G, 17–7    |
| 1999   | 25 décembre 1999  | Bruce Snyder     | Aloha Bowl                         | Demon Deacons de Wake Forest                    | P, 3–23    |
| 2000   | 25 décembre 2000  | Bruce Snyder     | Aloha Bowl                         | Eagles de Boston College                        | P, 17–31   |
| 2002   | 27 décembre 2002  | Dirk Koetter     | Holiday Bowl                       | Wildcats de Kansas State                        | P, 27–34   |
| 2001   | 31 décembre 2004  | Dirk Koetter     | Sun Bowl                           | Boilermakers de Purdue                          | G, 27–23   |
| 2005   | 27 décembre 2005  | Dirk Koetter     | Insight Bowl                       | Scarlet Knights de Rutgers                      | G, 45–40   |
| 2006   | 24 décembre 2006  | Dirk Koetter     | Hawaiʻi Bowl                       | Rainbow Warriors d'Hawaï                        | P, 24–41   |
| 2007   | 27 décembre 2007  | Dennis Erickson  | Holiday Bowl                       | Longhorns du Texas                              | P, 34–52   |
| 2011   | 22 décembre 2011  | Dennis Erickson  | Maaco Bowl Las Vegas               | Broncos de Boise State                          | P, 24–56   |
| 2012   | 29 décembre 2012  | Todd Graham      | Kraft Fight Hunger Bowl            | Midshipmen de la Navy                           | G, 62–28   |
| 2013   | 30 décembre 2013  | Todd Graham      | Holiday Bowl                       | Red Raiders de Texas Tech                       | P, 23–37   |
| 2014   | 27 décembre 2014  | Todd Graham      | Sun Bowl                           | Blue Devils de Duke                             | G, 36–31   |
| 2015   | 2 janvier 2016    | Todd Graham      | Cactus Bowl                        | Mountaineers de la Virginie-Occidentale         | P, 42–43   |
| 2016   | 29 décembre 2017  | Todd Graham      | Sun Bowl                           | Wolfpack de North Carolina State                | P, 31–52   |
| 2018   | 15 décembre 2018  | Herm Edwards     | Las Vegas Bowl                     | Bulldogs de Fresno State                        | P, 20–31   |
| 2019   | 31 décembre 2019  | Herm Edwards     | Sun Bowl                           | Seminoles de Florida State (football américain) | G, 20–14   |
| 2021   | 30 décembre 2021† | Herm Edwards     | Las Vegas Bowl                     | Badgers du Wisconsin                            | P, 13–20   |
| 2024   | 1er janvier 2025  | Kenny Dillingham | ¼ de finale du CFP Peach Bowl 2025 | Longhorns du Texas                              | P, 312ET39 |

†, la victoire de Wisconsin a été annulée par la NCAA

## Entraîneurs
Les Sun Devils ont connu 24 entraîneurs depuis la saison 1897 (intérimaires non compris) :
| N°   | Période      | Entraîneur         | Saisons  | Bilan    | %        |
| ---- | ------------ | ------------------ | -------- | -------- | -------- |
| 01   | 1897–1906    | Frederick M. Irish | 8        | 12–8     | 60,0     |
| 02   | 1914–1916    | George Schaeffer   | 3        | 7–8      | 46,7     |
| 03   | 1919         | George E. Cooper   | 1        | 0–2      | 00,0     |
| 04   | 1922         | Ernest C. Wills    | 1        | 0–3–1    | 12,5     |
| 05   | 1923–1929    | Aaron McCreary     | 7        | 25–17–4  | 58,7     |
| 06   | 1930–1932    | Ted Shipkey        | 3        | 12–10–2  | 54,2     |
| 07   | 1933–1937    | Rudy Lavik         | 5        | 13–26–3  | 34,5     |
| 08   | 1938–1941    | Dixie Howell       | 4        | 23–15–4  | 59,5     |
| 09   | 1942         | Hilman Walker      | 1        | 2–8      | 20,0     |
| 10   | 1946         | Steve Coutchie     | 1        | 2–7–2    | 27,3     |
| 11   | 1947–1950    | Ed Doherty         | 4        | 25–17    | 59,5     |
| 12   | 1951         | Larry Siemering    | 1        | 6–3–1    | 65,0     |
| 13   | 1952–1954    | Clyde Smith        | 3        | 15–13–1  | 53,4     |
| 14   | 1955–1957    | Dan Devine         | 3        | 27–3–1   | 88,7     |
| 15   | 1958–1979    | Frank Kush         | 22       | 176–54–1 | 76,4     |
| Int. | 1979         | Bob Owens          | 1        | 3–4      | 42,9     |
| 16   | 1980–1984    | Darryl Rogers      | 5        | 37–18–1  | 67,0     |
| 17   | 1985–1987    | John Cooper        | 3        | 25–9–2   | 72,2     |
| 18   | 1988–1991    | Larry Marmie       | 4        | 22–21–1  | 51,1     |
| 19   | 1992–2000    | Bruce Snyder       | 9        | 58–47    | 55,2     |
| 20   | 2001–2006    | Dirk Koetter       | 6        | 40–34    | 54,1     |
| 21   | 2007–2011    | Dennis Erickson    | 5        | 31–31    | 50,0     |
| 22   | 2012–2017    | Todd Graham        | 6        | 46–32    | 59,0     |
| 23   | 2018–2022    | Herm Edwards †     | 5        | 18–20†   | 47,4     |
| Int. | 2022         | Shaun Aguano †     | 1        | 1–4†     | 20,0     |
| 24   | 2023–présent | Kenny Dillingham   | En cours | En cours | En cours |

† Huit (8) victoires d'Arizona State ont été annulées en 2020 par la NCAA à la suite de non respect de ses règlements.

## Récompenses individuelles

### Joueurs
- Finalistes au Trophée Heisman[11],[12],[13]

| N°   | Nom               | Poste | Saisons | Réf. |
| ---- | ----------------- | ----- | ------- | ---- |
| 1973 | Woody Green       | RB    | 8e      | 247  |
| 1973 | Danny White (en)  | QB    | 9e      | 166  |
| 1996 | Jake Plummer      | QB    | 3e      | 685  |
| 2024 | Cam Skattebo (en) | RB    | 5e      | 170  |
- Lombardi Award
  - 2002 - Terrell Suggs

- Ted Hendricks Award
  - 2002 - Terrell Suggs

- Bronko Nagurski Trophy
  - 2002 - Terrell Suggs

- Bill Willis Trophy (en)
  - 2002 - Terrell Suggs

- Lou Groza Award
  - 2007 - Thomas Weber
  - 2016 - Zane Gonzalez

### Entraineur
- Woody Hayes Coach of the Year
  - 1996 - Bruce Snyder

- AFCA Coach of the Year (en)
  - 1975 - Frank Kush
  - 1996 - Bruce Snyder

- Walter Camp Coach of the Year
  - 1975 - Frank Kush
  - 1996 - Bruce Snyder

- Sporting News Coach of the Year (en)
  - 1986 - John Cooper
  - 1996 - Bruce Snyder

## Numéros retirés
| N° | Nom           | Poste               | Saisons   | Réf.   |
| -- | ------------- | ------------------- | --------- | ------ |
| 11 | Danny White   | Quarterback, punter | 1971–1973 | [ 14 ] |
| 27 | Bobby Mulgado | Halfback            | 1954–1957 | [ 14 ] |
| 33 | Wilford White | Halfback            | 1947–1950 | [ 14 ] |
| 40 | Mike Haynes   | Cornerback          | 1974–1975 | [ 14 ] |
| 42 | Pat Tillman   | Linebacker          | 1994–1997 | [ 14 ] |

## Sun Devils au College Football Hall of Fame
| Nom              | Poste                | Saisons | Année d'intronisation |
| ---------------- | -------------------- | ------- | --------------------- |
| David Fulcher    | Safety               | 2021    |                       |
| Jake Plummer     | Quarterback          | 2019    |                       |
| Bob Breunig      | Linebacker           | 2015    |                       |
| Pat Tillman      | Linebacker           | 2010    |                       |
| Randall McDaniel | Garde                | 2008    |                       |
| Ron Pritchard    | Linebacker           | 2003    |                       |
| Mike Haynes      | Cornerback           | 2000    |                       |
| Danny White      | Quarterback          | 1997    |                       |
| Frank Kush       | Entraîneur principal | 1995    |                       |
| John Jefferson   | Wide receiver        | 1983    |                       |

## Sun Devils au Pro Football Hall of Fame
| Nom                | Poste                              | Pro Bowls | Saisons | Intro. | Carrière |
| ------------------ | ---------------------------------- | --------- | ------- | ------ | --- |
| Eric Allen         | Cornerback                         | 6         | 14      | 2025   | Eagles de Philadelphie (1988–1994), Saints de La Nouvelle-Orléans (1995–1997), Raiders d'Oackland (1998–2001)                  |
| Curley Culp        | Defensive lineman Defensive tackle | 6         | 14      | 2013   | Broncos de Denver (1968), Chiefs de Kansas City (1968–1974), Oilers de Houston (1974–1980), Lions de Détroit (1980–1981)       |
| Randall McDaniel   | Left guard                         | 12        | 14      | 2009   | Vikings du Minnesota (1988–1999), Buccaneers de Tampa Bay (2000–2001)                                                          |
| Mike Haynes        | Defensive back Cornerback          | 9         | 14      | 1997   | Patriots de la Nouvelle-Angleterre (1976–1982), Raiders de Los Angeles (1983–1989)                                             |
| John Henry Johnson | Halfback Fullback                  | 4         | 13      | 1987   | 49ers de San Francisco (1954–1956), Lions de Détroit (1957–1959), Steelers de Pittsburgh (1960–1965), Oilers de Houston (1966) |
| Charley Taylor     | Wide receiver Running back         | 8         | 13      | 1984   | Redskins de Washington (1964–1975, 1977)                                                                                       |

## Stade
Les Sun Devils jouent leurs matchs à domicile au Mountain America Stadium (ex Sun Devil Stadium) à Tempe en Arizona, construit en 1958 et qui avait une capacité à l'origine de 30 000 spectateurs
Le 21 septembre 1996, la surface de jeu a été baptisée Frank Kush Field en honneur de leur ancien entraîneur principal.
Avant la construction de ce stade, les Sun Devils ont chronologiquement joué leurs matchs au
- Normal Field (en) (1897–1926) ;
- Irish Field (en) 1927–1935 ;
- Goodwin Stadium (en) (1936–1957).

## Rivalités
| Équipe rivale         | Surnom de la rivalité   | Trophée de la rivalité                                                                     | Bilan des Sun Devils | Bilan des Sun Devils | Bilan des Sun Devils | Bilan des Sun Devils | Bilan des Sun Devils | Premier match | Dernier match |
| --------------------- | ----------------------- | ------------------------------------------------------------------------------------------ | -------------------- | -------------------- | -------------------- | -------------------- | -------------------- | ------------- | ------------- |
| Équipe rivale         | Surnom de la rivalité   | Trophée de la rivalité                                                                     | Nb.                  | V.                   | D.                   | N.                   | %                    | Premier match | Dernier match |
| Wildcats de l'Arizona | Duel in the Desert (en) | Territorial Cup (1899, depuis 2001) Saguaro Trophy (1998–2000) Big Game Trophy (1979–1997) | 98                   | 45                   | 51                   | 1                    | 45,9                 | 1899          | 2024          |
| Utes de l'Utah        | -                       | -                                                                                          | 45                   | 23                   | 12                   | 0                    | 51,1                 | 1961          | 2024          |

### Wildcats de l'Arizona
La rivalité la plus longue et la plus intense d'Arizona State est celle qui l'oppose à l'université de l'Arizona et ses Wildcats. Le match de football américain entre les deux universités est surnommé « Duel in the Desert » (Duel dans le désert), et le vainqueur reçoit la Territorial Cup depuis la première rencontre ce qui en fait le plus vieux trophée de rivalité du football américain universitaire,.
Arizona State a remporté la première confrontation en 1899 sur le score de 11 à 2. Les équipes se rencontrent sans discontinuer chaque année depuis la saison 1946.

### Utes de l'Utah
Les Utes de l'Utah sont un autre rival de conférence des Sun Devils. Les matchs récents ont renforcé cette rivalité débutée en 1961. En 2023, Utah a dominé Arizona State (55-3), réalisant l'une des performances les plus dominantes de l'histoire de la série. Cependant, Arizona State a rebondi en 2024 avec une victoire 27-12 à Tempe, prenant sa revanche sur la défaite de l'année précédente.
Après un arrêt entre 1994 et 2010, les deux équipes se sont rencontrées chaque année.

## Traditions

### Mascotte

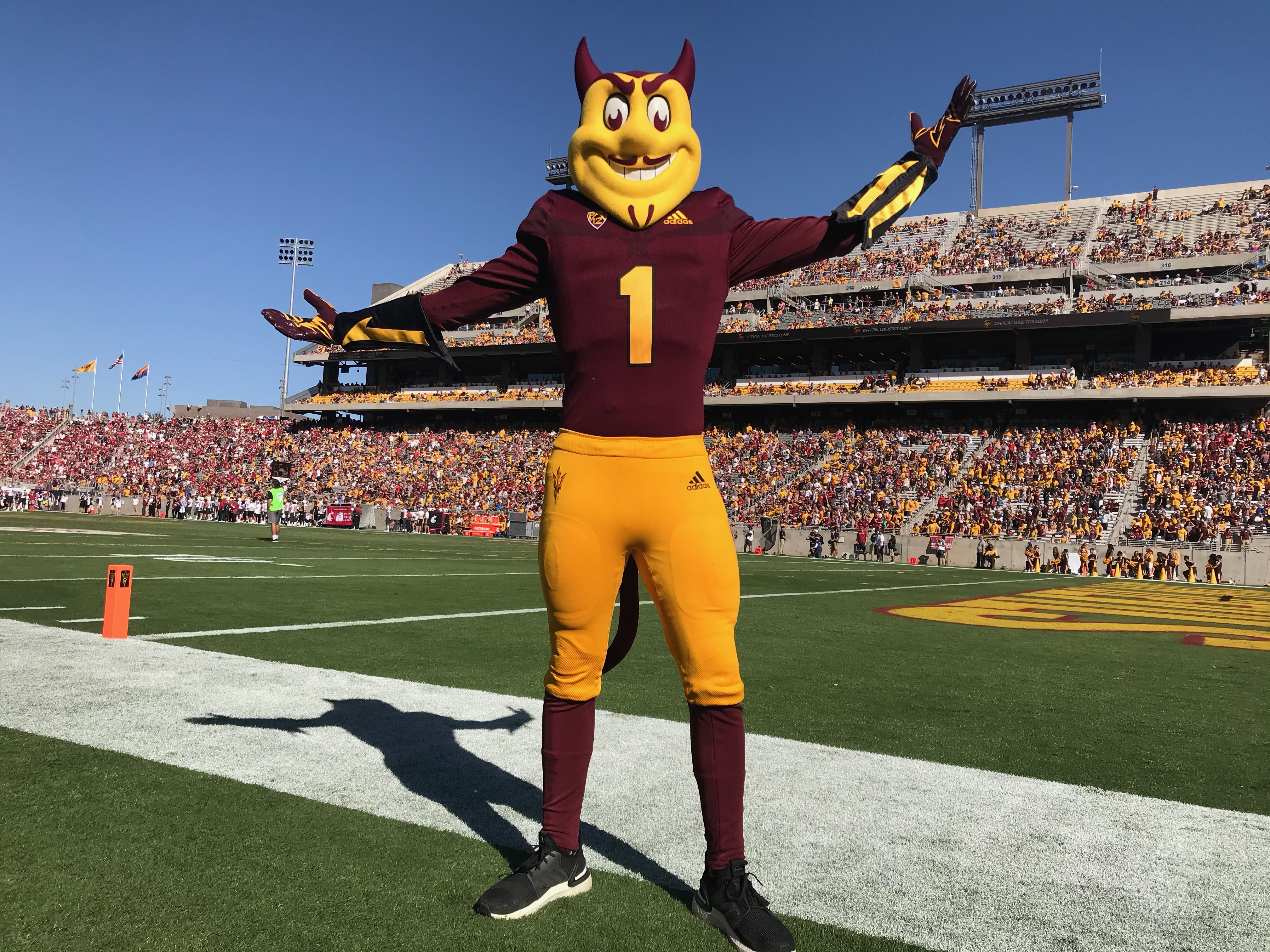
Sparky le Sun Devil, mascotte de ASU.

La mascotte officielle d'Arizona State se dénomme « Sparky the Sun Devil ». Sparky a été adoptée comme mascotte de l'ASU en 1946 suite à un vote pour remplacer le Bulldog, la mascotte de l'époque.
À l'origine, la mascotte des équipes sportives de l'ASU'Arizona State était un hibou, puis est devenue un « Normal » (l'ASU ayant été fondée comme école normale). Elle a ensuite été remplacée par un bouledogue afin de rapprocher l'école – l'Arizona State Teacher's College à l'époque – de Yale et d'autres universités plus respectées. Le journal étudiant, le State Press (en), a lancé de nombreux appels à l'automne 1946, demandant le remplacement du bouledogue par le nouveau Sun Devil. Le 8 novembre 1946, les étudiants votent ce changement par 819 voix contre 196. Le 20 novembre, comme le rapporte l'Arizona Republic, le conseil des étudiants l'a officialisé. Le lendemain, la première équipe d'Arizona State jouait sous le nom des Sun Devils. Deux ans plus tard, Berk Anthony, ancien élève de Stanford et illustrateur chez Disney, a conçu « Sparky », un diable tenant un trident (communément appelé fourche). La rumeur dit qu'Anthony aurait basé les traits du visage de Sparky sur ceux de son ancien patron, Walt Disney.

### Devil Walk
Avant chaque match à domicile, les supporters et la fanfare des Sun Devils accueillent l'équipe à l'intérieur de la Desert Financial Arena avant qu'elle ne se dirige vers le stade. À la fin de l'événement, la fanfare y donne un court concert.

### Stomp the Bus
Stomp the Bus (en) est une vidéo diffusée sur les écrans géants du stade avant les matchs à domicile des Sun Devils.
Créé en 2004 afin d'accroître la participation des supporters, elle met en scène un Sparky géant. Une éruption solaire se dirige vers la Terre et atterrit au cœur de l'Arizona. Suite à cette éruption, la centrale de Palo Verde tombe en panne et le courant est coupé. On passe ensuite à l'endroit même de l'éruption, où un Sparky géant en émerge. Avec son trident, Sparky crée un haboob et se met à marcher. Il parcourt la zone métropolitaine de Phoenix, suivi par le haboob. Il traverse le centre-ville de Phoenix et la circulation sur l'autoroute. Sparky traverse ensuite le lac Tempe Town par les ponts de Mill Avenue et contourne le Hayden Flour Mill. Sparky accélère le pas  et écrase le bus de l'équipe adverse avant d'entrer dans le stade et de planter son trident sur le terrain.

### Sun Devil Marching Band
Arizona State dispose d'une fanfare de plus de 300 membres qui se produit lors de tous les matchs à domicile, lors des bowls, lors des matchs de rivalité avec l'université d'Arizona. En plus des spectacles de la mi-temps et des airs de stand, le Sun Devil Marching Band joue toujours les chansons de combat de l'Arizona State ainsi que l'Alma Mater.

### Chants de combat de l'université
Les chants de combat d'Arizona State sont « Maroon and Gold » et « Go Go Sun Devils », le premier étant joué après un touchdown, le second après un field goal. Lors d'actions importantes, une version abrégée de l'une ou l'autre chanson est jouée.
Maroon and Gold a été composé en 1948 par Felix E. McKernan, ancien directeur de la fanfare de l'université.
| Maroon and Gold | Go Go Sun Devils |
| --- | --- |
| « Fight, Devils down the field Fight with your might and don’t ever yield Long may our colors outshine the others Echo from the buttes, Give’em hell Devils ! Cheer, cheer for ASU Fight for the Old Maroon For its hail, hail, the gang’s all here And it’s onward to victory. Fight, Devils down the field Fight with your might and don’t ever yield Long may our colors outshine the others Echo from the butts, Give’em hell Devils! Cheer, cheer for ASU Fight for the Old Maroon For it’s hail, hail, the gang’s all here And it’s onward to victory ! » | « Ar-i-zona, Ar-i-zona State, State, Arizona State It's a score for ASU One more, you Sun Devils And we'll win the game for Ar-i-zona State The Sun Devil colors Of maroon and gold look great So go for a vict'ry, a Sun Devil win Go, go, Arizona State » |